# Clinopodium megalanthum
Clinopodium megalanthum — вид квіткових рослин з родини глухокропивових (Lamiaceae).

## Біоморфологічна характеристика
Рослини кореневищні. Стебла численні, 10–60 см, з пурпурно-червоним відтінком, від густо біло запушених до майже голих. Листки: ніжки 1–3(5) мм; листкова пластинка від трикутно-яйцеподібної до ланцетної форми, 12–38(50) × 7–17(40) мм, адаксіально біло війчаста чи дрібно щетиниста, абаксіально (низ) від залозистої до майже голої, основа від округлої до неглибоко ± серцевої, край городчасто-пилчастий, верхівка від тупої до гострої. Чашечка ≈ 9 мм у квітці, залозиста, біло щетиниста чи запушена переважно вздовж зовнішніх жилок, горло біло ворсисте, основа злегка роздута з одного боку при плоді; верхні зубці вузько трикутні, ± відігнуті, остисті; нижні зубці трикутні, такі ж завдовжки, як і верхні зубці, довго остисті. Віночок від трояндового до пурпурного забарвлення, 15–20 мм, запушений, зів з 2 рядами волосків; трубка висувається, ≈ 1.5 мм шириною біля основи, горлом до 5 мм. Горішки зворотно-яйцюваті, ≈ 1 × 0.9 мм. Квітує у липні — вересні. Плодить у серпні — листопаді.

## Поширення
Ендемік пд.-цн. Китаю (Гуйчжоу, Хубей, Сичуань, Юньнань).
Населяє схили пагорбів, луки, хащі, ліси; на висотах 1300–3200 метрів.